# Переулок книжных магазинов в Посудоне
Переулок книжных магазинов в Посудоне[стиль] (кор. 보수동 책방 골목 Посудон чхэкпан кольмок) — переулок-достопримечательность в Посудоне района Чунку города-метрополии Пусан, Республика Корея. В переулке расположены букинистические магазины. Каждый год с сентября по октябрь проводится «Культурный фестиваль переулка книжных магазинов в Посудоне».

## История
В начале 1950 годов в переулке открылись 4 букинистических магазина, после Корейской войны открылись филиалы университетов и школы.